# Estación de tren de Glostrup
La estación de Glostrup es una estación ferroviaria suburbana y antigua estación ferroviaria principal que sirve a la ciudad/suburbio ferroviario de Glostrup al oeste de Copenhague, Dinamarca.  Está situado cerca del centro histórico, administrativo y comercial del municipio de Glostrup, pero también sirve a Brøndbyvester en el municipio de Brøndby, cuyo límite se encuentra a unos cientos de metros de la estación. La estación está conectada con el cercano centro comercial Glostrup a través de una pasarela subterránea, la misma que se utiliza para acceder a los andenes.
La estación de Glostrup está ubicada en el radial Høje Taastrup de la red de trenes S de Copenhague, un sistema híbrido de tren de cercanías y tránsito rápido que da servicio al Gran Copenhague. A ella llegan con regularidad trenes de la línea B que tardan unos 20 minutos en llegar al centro de Copenhague. Frente a la estación hay una importante terminal de autobuses desde la que salen autobuses locales y expresos en muchas direcciones.
La estación se inauguró en 1847 con la apertura de la línea ferroviaria de Copenhague a Roskilde, y desde 1953 circula por ella la red de trenes S. El segundo y actual edificio de la estación se construyó en 1918 según los planos del arquitecto danés Heinrich Wenck (1851-1936).
La estación de Glostrup es una de las pocas que quedan en Copenhague como destino activo del transporte ferroviario de mercancías. Los apartaderos que se encuentran al oeste, sur y este de la estación emergen de un pequeño patio de mercancías situado al sur de las vías de larga distancia.

## Historia
La estación de Glostrup se inauguró el 26 de junio de 1847 como una de las estaciones intermedias originales de la nueva línea ferroviaria de Copenhague a Roskilde, la primera línea ferroviaria del Reino de Dinamarca. El centro de Glostrup se encontraba originalmente junto a la iglesia, pero el crecimiento de la ciudad se produjo más al sur, cerca de la estación, en torno a la calle Stationsvej (la actual Jernbanevej) tras la apertura de la estación. 
A pesar del explosivo aumento del tráfico, el primer y modesto edificio de la estación estuvo en pie durante 70 años antes de ser sustituido por otro mayor en 1918. 
Desde el 17 de junio de 1953 hasta el 26 de mayo de 1963, Glostrup fue el punto final occidental de la red de trenes de largo recorrido. Tras la ampliación de la línea de trenes S hasta Taastrup en 1963, los trenes de largo recorrido dejaron de hacer escala en Glostrup, pero el andén de largo recorrido se conservó para su uso durante las perturbaciones del servicio.

## Arquitectura
El segundo y actual edificio de la estación fue construido en 1918 según los diseños del arquitecto danés Heinrich Wenck (1851-1936), conocido por las numerosas estaciones de ferrocarril que diseñó en toda Dinamarca en su calidad de arquitecto jefe de los Ferrocarriles Estatales Daneses entre 1894 y 1921. 

## Instalaciones
En el paso subterráneo de la estación hay una combinación de taquilla y tienda de 7-Eleven.
La estación también dispone de un aparcamiento para bicicletas, así como de un aparcamiento con aproximadamente 40 plazas cerca de la entrada a la estación de tren. 

## Operaciones
La estación de Glostrup recibe regularmente el servicio de trenes de la línea B de la red S de Copenhague, que circula entre Høje Taastrup y Farum pasando por el centro de Copenhague. 
Desde 2000 hasta principios de 2005, los trenes regionales directos entre Roskilde y el aeropuerto de Copenhague paraban en la plataforma de larga distancia de Glostrup, pero este servicio se interrumpió para liberar capacidad en las congestionadas vías de larga distancia.

## Referencias culturales

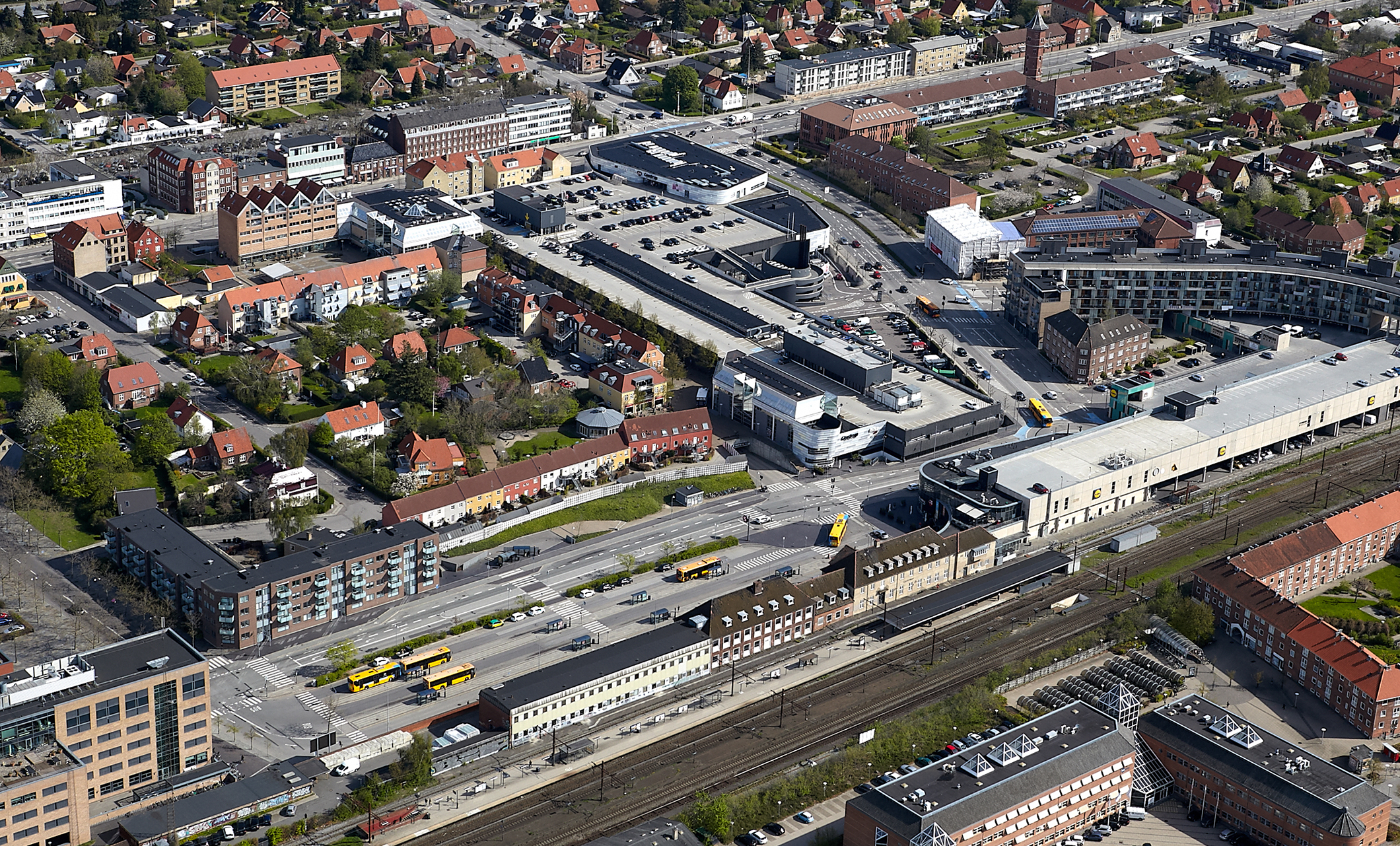
Vista aérea de la estación de Glostrup en 2018.

## Futuro

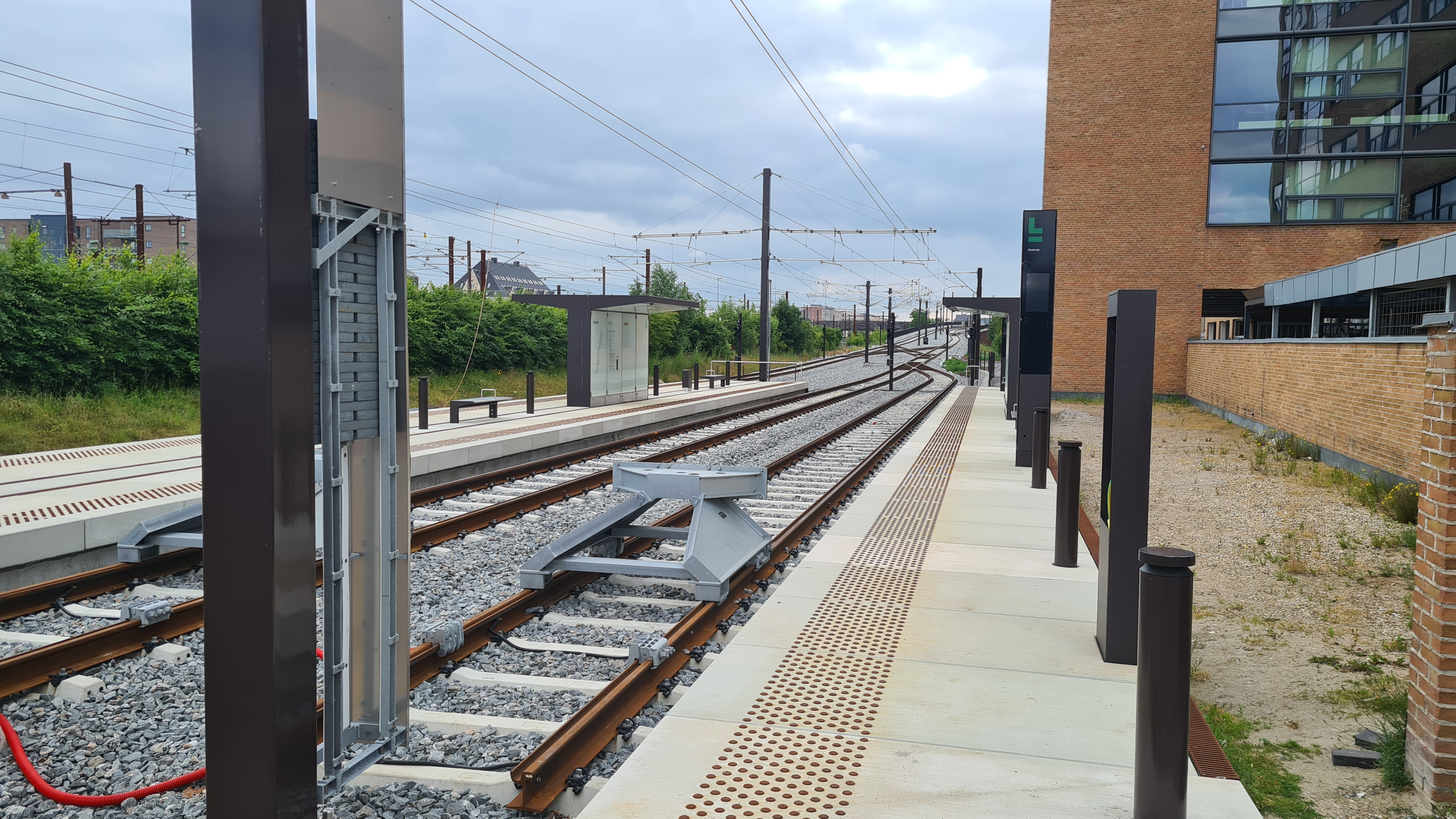
La estación de tren ligero de Glostrup estará prácticamente terminada en junio de 2024.

Han comenzado las obras del Ring 3 Light Rail, un sistema de tren ligero eléctrico planificado que cruzará las líneas del tren S en el Gran Copenhague desde Lundtofte a Ishøj . Está previsto que comience a operar en el año 2025. Habrá una parada del tren ligero en la estación de Glostrup, y hay planes para construir una nueva plataforma para trenes regionales a lo largo de la línea principal.